# Angus Robertson

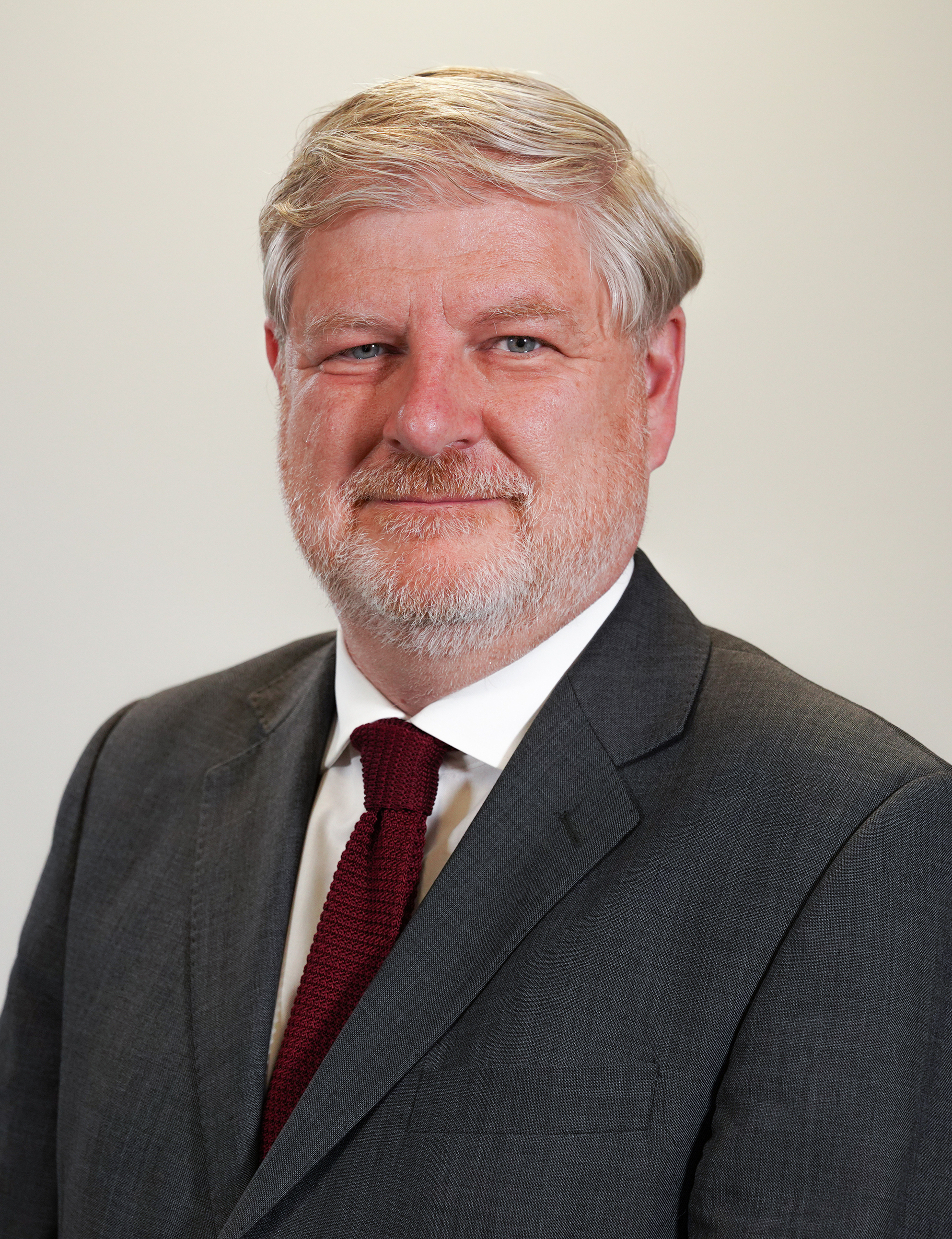
Angus Robertson (2021)

Angus Struan Carolus Robertson (* 28. September 1969 im Londoner Stadtteil Wimbledon) ist ein schottischer Politiker der Scottish National Party (SNP). Von Oktober 2016 bis Februar 2018 war er stellvertretender SNP-Parteivorsitzender.

## Biografie
Angus Robertson wurde im Londoner Stadtteil Wimbledon als Sohn eines aus Schottland stammenden Vaters und einer deutschen Mutter geboren. Der Vater war ein in London arbeitender Ingenieur, die Mutter eine aus Berlin stammende Krankenschwester. Er wuchs in Edinburgh auf, wo er die Broughton High School besuchte. Anschließend studierte er an der University of Aberdeen Politik und Internationale Beziehungen (Politics and International Relations). Das Studium schloss er mit dem Titel eines M. A. ab. Politisch aktiv wurde Robertson im Alter von 15 Jahren, als er der Jugendorganisation der SNP beitrat. Die damalige Zeit war durch den Widerstand gegen die Politik Margaret Thatchers geprägt.
Nach dem Studium war Robertson journalistisch und als Korrespondent tätig, unter anderem für die BBC und den ORF. Er lebte in dieser Zeit 10 Jahre in Österreich. 1999 kehrte er nach Schottland zurück, wo er erfolglos für die SNP bei der Parlamentswahl in Schottland 1999 kandidierte. Bei der Unterhauswahl 2001 wurde er als SNP-Kandidat im Wahlkreis Moray aufgestellt, mit 30,3 % gewählt und konnte den Wahlkreis bei den folgenden Unterhauswahlen 2005 (36,6 %), 2010 (39,7 %) und 2015 (49,5 %) erneut gewinnen. Robertson leitete die Wahlkampagnen der SNP vor den Parlamentswahlen in Schottland 2007 und 2011 und 2014 die SNP-Kampagne für das Unabhängigkeitsreferendum in Schottland.
Nachdem Alex Salmond 2007 zum First Minister in Schottland gewählt worden war, wurde Robertson sein Nachfolger als Fraktionsvorsitzender der SNP im Parlament von Westminster.
Auch nachdem Alex Salmond nach der Wahl 2015 von Schottland wieder nach Westminster gewechselt war, blieb Robertson weiterhin Fraktionsvorsitzender der SNP. Im September 2015 wurde Robertson Mitglied des Privy Council.
Politisch vertritt Roberton die bekannten Positionen der SNP, insbesondere die Befürwortung der Unabhängigkeit Schottlands, lehnt aber die Charakterisierung als „schottischer Nationalist“ ab. Er habe, wie viele Schotten eine regionale und gleichzeitig eine europäische Identität.
Am 13. Oktober 2016 wurde er als Nachfolger des infolge einer privaten Affäre zurückgetretenen Stewart Hosie zum stellvertretenden SNP-Vorsitzenden gewählt. Mit Stimmverlusten unterlag Robertson bei den vorgezogenen Unterhauswahlen 2017 dem Konservativen Douglas Ross und schied in der Folge aus dem House of Commons aus. Bei der Parlamentswahl in Schottland 2021 gewann er den Wahlkreis Edinburgh Central, der zuvor von den Konservativen gehalten worden war, für die SNP.
Bei der Vereidigung sprach er den Eid auf die britische Krone zuerst auf Englisch, dann auf Deutsch, um seine europäische Gesinnung zu demonstrieren.

## Persönliches
Robertson spricht fließend Deutsch und wird deswegen gerne von deutschsprachigen Medien als Ansprechperson für schottische Fragen herangezogen. Er war mit Carron Anderson verheiratet, die in seinem Abgeordnetenbüro in Westminster arbeitete.
Seit 2016 ist er mit Jennifer Dempsie verheiratet.
In einem Brief an den deutschen Zentralverband der Werbewirtschaft beschwerte sich Robertson im Jahr 2009, dass die Schotten in Deutschland häufig mit Geiz assoziiert würden (Mäc Geiz, Mc Paper, Mc Fit etc., typischerweise immer mit Werbung im Tartan-outfit). Diese immer wieder wiederholten herabsetzenden Zuschreibungen würden alte längst überholte Vorurteile wieder aufwärmen und grenzten an Rassismus.